# José Penido Iglesias
José Penido Iglesias (n. 1894 o 1895) fue un sindicalista y militar español, de ideología anarquista.

## Biografía
Nacido en Santiago de Compostela, en 1894 o 1895, en su juventud realizó estudios de medicina. Emigró a América, donde residió durante algún tiempo y se inició en el sindicalismo. A su regreso a España militaría en el partido Izquierda Republicana, pasando posteriormente a integrarse en la CNT.
En julio de 1936, tras el estallido de la Guerra civil, se encontraba en Gijón. Se puso al mando de un batallón anarquista compuesto principalmente por gallegos, el batallón «Galicia». En agosto de 1937 recibió el mando de la 183.ª Brigada Mixta, combatiendo durante la campaña de Asturias. Tras la caída del frente Norte regresó a la zona centro republicana, donde ostentó el mando de la 39.ª Brigada Mixta y de la 5.ª División, con las que intervendría en la campaña de Levante.
Capturado por los franquistas, sería enviado a un campo de concentración. Pasó algún tiempo encarcelado, saliendo de prisión 1943.
Durante los inmediatos años de posguerra fue uno de los responsables de la reconstrucción del movimiento anarcosindicalista en el norte, formando parte del Comité Regional clandestino de la CNT de Asturias, León y Palencia —constituido en 1942—. Tiempo después sería elegido delegado exterior de la CNT del interior, trasladándose a Francia e instalándose en Toulouse. Ello le evitaría ser detenido durante una importante redada policial contra la CNT, ocurrida en 1947.